# Edward Linskens
Pour les articles homonymes, voir Linskens.
Edward Linskens  est un footballeur néerlandais né le 6 novembre 1968 à Venray. Il évoluait au poste de milieu de terrain.

## Biographie
Il est notamment joueur du PSV Eindhoven, du NAC Breda, du KSC Lokeren et du VVV Venlo.
Avec le PSV Eindhoven, il remporte la Coupe des clubs champions en 1988. Lors des demi-finales, il se met en évidence en inscrivant un but contre le Real Madrid. Il gagne ensuite la finale disputée face au Benfica Lisbonne, après une séance de tirs au but. 
Il participe ensuite à la Supercoupe d'Europe, où le PSV s'incline face au KV Malines.
Au sein des compétitions continentales européennes, il joue un total de 18 matchs en Ligue des champions (un but), et sept en Coupe de l'UEFA.
Au sein des championnats nationaux, il dispute un total de 172 matchs en première division néerlandaise, inscrivant 21 buts, et 20 matchs en première division belge, marquant trois buts. Le 14 février 1993, il inscrit avec le PSV son seul et unique doublé en Eredivisie (D1), lors de la réception de l'Ajax Amsterdam (victoire 2-1). Il joue également 30 matchs en deuxième division néerlandaise, pour sept buts. Le 15 novembre 1997, il inscrit son seul et unique doublé en Eerste Divisie (D2), sur la pelouse de TOP Oss (victoire 0-3).

## Palmarès
Avec le PSV Eindhoven :
- Vainqueur de la Coupe des clubs champions en 1988
- Finaliste de la Supercoupe d'Europe en 1988
- Champion des Pays-Bas en 1988, 1989, 1991 et 1992
- Vice-champion des Pays-Bas en 1990, 1993 et 1996
- Vainqueur de la Coupe des Pays-Bas en 1988, 1989 et 1990
- Vainqueur de la Supercoupe des Pays-Bas en 1992
- Finaliste de la Supercoupe des Pays-Bas en 1991